# Stibasoma currani
Stibasoma currani är en tvåvingeart som beskrevs av Philip 1943. Stibasoma currani ingår i släktet Stibasoma och familjen bromsar. Inga underarter finns listade i Catalogue of Life.